# Eduardo Sepúlveda
Eduardo Sepúlveda (Rawson, 13 juni 1991) is een Argentijns wielrenner.

## Loopbaan
Sepúlveda is een klimmer en tijdrijder en werd in 2011 Argentijns kampioen tijdrijden bij de beloften. Hij is ook actief op de baan en won in 2013 het Pan-Amerikaans kampioenschap achtervolging.
Sepúlveda was opgenomen in de selectie voor de Ronde van Frankrijk 2014 van zijn ploeg Bretagne-Séché Environnement. Door een knieblessure moest hij zich echter al voor de start terugtrekken. Daardoor maakte zijn team haar Tourdebuut met alleen Franse renners.
Een jaar later maakte Sépulveda wel zijn Tourdebuut, maar dit werd geen succes: tijdens de Ronde van Frankrijk 2015 werd hij gediskwalificeerd na de veertiende etappe omdat hij enkele tientallen meters in een auto van AG2R was meegereden naar de ploegauto van Bretagne-Séché Environnement. Hij stond op dat moment negentiende in het algemeen klassement en wilde snel terugkeren naar het peloton na kettingproblemen.
In de wegwedstrijd op de Olympische Spelen in Rio de Janeiro eindigde Sepúlveda op plek 37, op ruim twaalf minuten van winnaar Greg Van Avermaet. Vier dagen later eindigde hij op plek 26 in de tijdrit.

## Baanwielrennen

### Palmares
| Jaar  | AK    | P-AK                                              | WK                       | Overig                                         |
| Elite | Elite | Elite                                             | Elite                    | Elite                                          |
| ----- | ----- | ------------------------------------------------- | ------------------------ | ---------------------------------------------- |
| 2010  |       | Achtervolging                                     |                          |                                                |
| 2011  |       | ploegenachtervolging                              |                          | Pan-Amerikaanse Spelen: · ploegenachtervolging |
| 2012  |       |                                                   |                          |                                                |
| 2013  |       | Achtervolging · Ploegenachtervolging · Ploegkoers |                          |                                                |
| 2014  |       | 6e achtervolging 6e puntenkoers                   |                          |                                                |
| 2015  |       | puntenkoers                                       | 13e ploegenachtervolging |                                                |

## Wegwielrennen

### Overwinningen
2008
 Argentijns kampioen tijdrijden, Junioren
2011
 Argentijns kampioen tijdrijden, Beloften
2012
 Pan-Amerikaans kampioenschap tijdrijden, Beloften
2014
Jongerenklassement Ronde van de Middellandse Zee
2015
Classic Sud Ardèche
Ronde van de Doubs
2016
4e etappe Ronde van San Luis
Bergklassement Ronde van San Luis
2022
4e etappe Ronde van Turkije
2023
2e etappe Ronde van Castilië en León
Eindklassement Ronde van Castilië en León

### Reultaten in voornaamste wedstrijden
| Jaar | Ronde van Italië | Ronde van Frankrijk | Ronde van Spanje |
| ---- | ---------------- | ------------------- | ---------------- |
| 2014 |                  |                     |                  |
| 2015 |                  | uitgesloten         |                  |
| 2016 |                  | 59e                 |                  |
| 2017 |                  | 65e                 |                  |
| 2018 | 96e              |                     |                  |
| 2019 |                  |                     |                  |
| 2020 | 57e              |                     |                  |
| 2021 | 47e              |                     |                  |
| 2022 | 76e              |                     |                  |
| 2023 |                  |                     | 102e             |
| 2024 |                  |                     | 86e              |
| 2025 |                  | 122e                |                  |

| Jaar | Milaan-San Remo | Parijs-Roubaix | Luik-Bast.‑Luik | Ronde van Lombardije | Waalse Pijl | Clásica San Sebastián |  | WK op de weg |
| ---- | --------------- | -------------- | --------------- | -------------------- | ----------- | --------------------- |  | ------------ |
| 2014 |                 |                |                 |                      |             |                       |  | opgave       |
| 2015 |                 |                |                 |                      | 71e         |                       |  |              |
| 2016 |                 |                |                 |                      |             |                       |  |              |
| 2017 |                 |                |                 |                      | 24e         |                       |  | 63e          |
| 2018 |                 |                |                 |                      |             |                       |  | 73e          |
| 2019 |                 | buit.tijd      |                 |                      |             |                       |  | opgave       |
| 2020 | 86e             |                |                 | 83e                  |             |                       |  |              |
| 2021 |                 |                |                 | 94e                  |             |                       |  |              |
| 2022 |                 |                |                 |                      |             |                       |  | 71e          |
| 2023 |                 |                |                 | 54e                  |             | 52e                   |  |              |
| 2024 |                 |                |                 |                      |             |                       |  |              |
| 2025 |                 |                | 83e             |                      | 104e        |                       |  |              |

## Ploegen
- 2012 –  FDJ-BigMat (stagiair vanaf 1 augustus)
- 2013 –  Bretagne-Séché Environnement
- 2014 –  Bretagne-Séché Environnement
- 2015 –  Bretagne-Séché Environnement
- 2016 –  Fortuneo-Vital Concept
- 2017 –  Fortuneo-Oscaro[a]
- 2018 –  Movistar Team
- 2019 –  Movistar Team
- 2020 –  Movistar Team
- 2021 –  Androni Giocattoli-Sidermec
- 2022 –  Drone Hopper-Androni Giocattoli
- 2023 −  Lotto Dstny
- 2024 –  Lotto Dstny
- 2025 –  Lotto

Bonnet ·
Boucher ·
Bouhanni ·
Casar ·
Chainel ·
Courteille ·
Delage ·
Démare ·
Elissonde ·
Fédrigo ·
Gérard ·
Geslin ·
Guesdon (tot 08/04) ·
Hoetarovitsj ·
Jeannesson ·
Ladagnous ·
Mourey ·
Offredo ·
Pauriol ·
Pineau ·
Pinot ·
Rasch ·
Rollin ·
Roux ·
Roy ·
Soupe ·
Vaugrenard ·
Veikkanen ·
Vichot ·
Bergeret (stagiair) ·
Sepúlveda (stagiair) ·
Viennet (stagiair) 
Bideau · Corbel · Delpech · Dion · Duret · Fonseca · Gérard · Guillou · Jarrier · Koretzky · Laengen · Le Montagner · Lequatre · Malacarne · Périchon · Sepúlveda · Vachon · Kudus (stagiair) · Seigneur (stagiair)
Bideau · Corbel · Delaplace · B. Feillu · R. Feillu · Fonseca · Gérard · Guillou · Jarrier · Koretzky · Laborie · Laengen · Le Montagner · Périchon · Sepúlveda · Vachon · Bonnamour (stagiair) · Journiaux (stagiair) · Ledanois (stagiair)
Bideau · Boulo · Brun · Cam · Delaplace · Fédrigo · B. Feillu · R. Feillu · Fonseca · Gérard · Guillou · Hivert · Hoetarovitsj · Jarrier · Laborie · Ledanois · McLay · Périchon · Sepúlveda · Vachon · Bonnamour (stagiair) · Godoy (stagiair) · Madouas (stagiair)
Bonnamour · Bouet · Corbel · Daniel · Delaplace · Feillu · Fonseca · Gérard · Gesbert · Hardy · Jarrier · Jeannesson · Ledanois · McLay · Mourey · Périchon · Pichon · Sepúlveda · Vachon · Vallée · Guernalec (stagiair) · Molly (stagiair) · Riou (stagiair)
Amador · Anacona · Arcas · Barbero · Bennati · Betancur · Bico · Carapaz · Carretero · Castrillo · de la Parte · Erviti · Fernández · Landa · Oliveira · Pedrero · D. Quintana · N. Quintana · Rojas · Rosón · Sepúlveda · Soler · Sütterlin · Valls · Valverde 
Amador · Anacona · Arcas · Barbero · Bennati · Betancur · Carapaz · Carretero · Castrillo · Erviti · Fernández · Landa · Mas · Oliveira · Pedrero · Prades · Quintana · Roelandts · Rojas · Rosón · Sepúlveda · Soler · Sütterlin · Valls · 
Valverde  · Verona
Alba · Arcas · Betancur (tot 31/08) · Carretero · Cataldo · Cullaigh · Elosegui · Erviti · Hollmann · Jacobs · Jorgenson · E. Mas · L. Mas · Mora · Norsgaard · Oliveira · Pedrero · Prades · Roelandts · Rojas · Rubio · Samitier · Sepúlveda · Soler · Torres · Valverde · Verona · Villella
Alba · Bais · Benedetti · Bisolti · Cepeda (tot 31/7) · Chirico · Grosu · Holther · Marchiori · Marengo · Merchan · Muñoz · Piccolo (vanaf 24/6 tot 31/7) · Ponomar · Ravanelli · Restrepo · Rojas · Sepúlveda · Tagliani · Tesfatsion · Umba · Vigo · Zardini · Zurita
Adamietz · Beullens · Campenaerts · De Buyst · De Gendt · De Lie · Drizners · Eenkhoorn · Ewan · Frison · Grignard · Guarnieri · Kron · Livyns · Menten · Moniquet · Paasschens · Schwarzmann · Segaert (vanaf 24/2) · Selig · Sepúlveda · Slock · Sweeny · Van de Paar · Van Eetvelt · Van Gils · Van Moer · Vanhoucke (vanaf 15/8) · Vermeersch
Adamietz · Berckmoes · Beullens · Campenaerts · Currie · De Buyst · De Gendt · De Lie · Drizners · Eenkhoorn · Gregaard · Grignard · Guarnieri · Kron · Livyns · Menten · Moniquet · Paasschens · Segaert · Taminiaux · Sepúlveda · Slock · Vandenabeele · Van de Paar · Van Eetvelt · Van Gils · Van Moer · Vanhoucke · Vermeersch